# Rumine

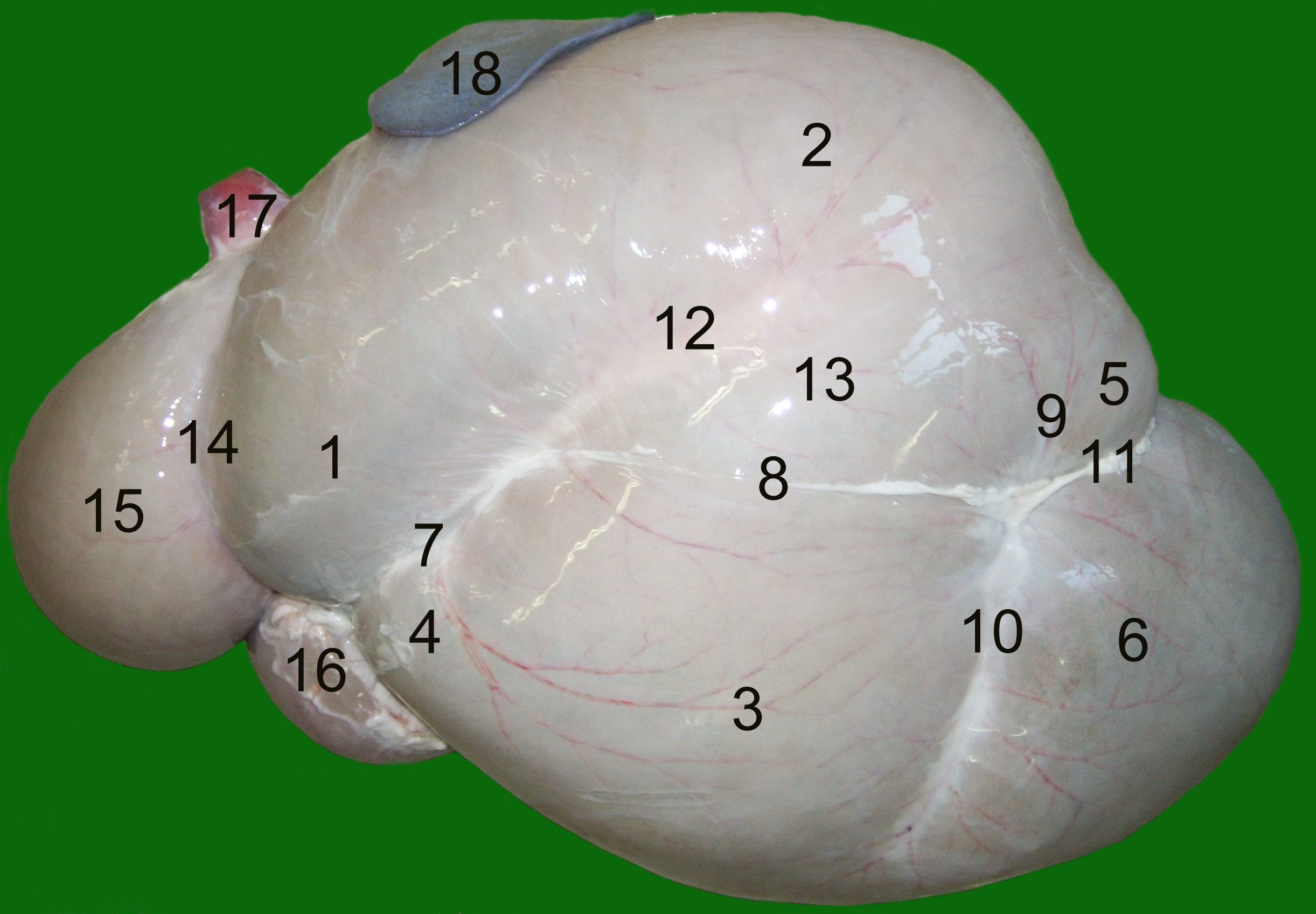
Rumine di pecora. Veduta caudo-laterale sinistra dell'animale. Sono visibili anche altri organi quali la milza (18), l'esofago (17), il reticolo (15), l'abomaso (16).

Il rumine, o panzone, è uno dei tre comparti pre-stomatici dei ruminanti e rappresenta circa l'80% totale del volume dello stomaco. Nei bovini il rumine ha una capacità di 230 l, mentre negli ovini di soli 35 l.

## Disposizione e rapporti
Occupa quasi completamente il lato sinistro della cavità addominale. È in rapporto con l'intestino, la faccia posteriore del diaframma, con la parete addominale ventrale sinistra. L'estremità caudale arriva all'entrata del bacino ed è in rapporto con gli organi che esso contiene. Risulta avvolto dal peritoneo.

All'estremità craniale del sacco sinistro si trovano due aperture: una più larga che comunica con il reticolo, posizionata immediatamente al di sotto di quella a forma di imbuto, che comunica con l'esofago e pende il nome di cardias.

Disegno schematico e animato dei movimenti del complesso rumino-reticolare.

### Conformazione esterna

#### Faccia parietale
Questa faccia si presenta con una convessità craniale che si modella all'interno dell'ipocondrio sinistro come pure ventralmente, si prenda come riferimento un ipotetico piano passante per la cartilagine xifoidea dello sterno e per la linea alba. Lungo questa faccia si identifica il solco longitudinale sinistro, riempito di adipe, all'interno del quale scorrono vasi e nervi. Sul margine ventrale di questo solco prende attacco il grande omento.
Dalla parte media di questo solco si origina un solco accessorio che si porta in direzione dorso-caudale, sempre di tipo vascolare, che si esaurisce dopo un breve tragitto. Al confine con la faccia caudale il solco longitudinale sinistro manda due solchi accessori, uno dorsale e l'altro ventrale, che si esauriscono in prossimità della curvatura dorsale e di quella ventrale. Questi due solchi prendono il nome di solchi coronarici.

#### Faccia viscerale
È rivolta a destra e da appoggio ad omaso, abomaso ed intestino. È percorsa da un lungo solco longitudinale destro simile, per conformazione, quello sinistro, sul quale prende attacco la parte profonda del grande omento. Pressappoco in posizione mediana, dal solco principale si diparte un solco accessorio (solco accessorio destro), notevolmente profondo, che con andamento dorso-caudale, si ricongiunge al solco principale.
Il decorso dei due solchi (principale ed accessorio) delimita un'area circoscritta che prende il nome di isola ruminale o insula ruminis. Allo stesso modo del solco contro laterale, anche dal solco longitudinale destro originano due solchi coronari, dorsale e ventrale.

#### Faccia caudale
Anch'essa presenta un solco, il solco trasversale, molto profondo, che unisce i due solchi longitudinali. La presenza di questo solco dà alla faccia caudale del rumine un aspetto a "B", a cui corrisponde un sacco cieco dorsale ed uno ventrale.

#### Faccia craniale
È divisa da un profondo solco craniale, che la divide in due sacchi, un sacco dorsale ed un sacco ventrale. Il sacco dorsale si continua nell'ostio reticolo-ruiminale, mentre il sacco ventrale termina cieco. Dorsalmente i due scomparti sono delimitati, solamente, dall'inserzione dell'esofago.
La presenza di questi solchi crea un "anello" longitudinale, visibile sulla superficie esterna del rumine, che suddivide l'intera struttura ruminale in un sacco dorsale e in uno ventrale, tra loro comunicanti. I due sacchi sono tra loro leggermente asimmetrici, il sacco dorsale è spostato leggermente a sinistra, mentre il sacco ventrale si estende un po' più verso destra, all'interno della cavità addominale.

#### Curvatura dorsale o margine dorsale
Decorre nella regione sottolombare sinistra. Risulta convessa, ispessita e liscia ad eccezione della metà craniale che aderisce alla parete addominale.

#### Curvatura ventrale o margine ventrale
Anch'essa liscia, convessa, vi si inserisce l'omento.

### Vascolarizzazione ed innervazione
Il rumine viene vascolarizzato, principalmente:
- dall'arteria gastrica destra
- dall'arteria gastrica sinistra (poi gastroepiploica sinistra)
- dall'arteria ruminale destra
- dall'arteria ruminale sinistra

Tutte le arterie che vanno a vascolarizzare i pre-stomaci e lo stomaco ghiandolare dei ruminanti, si originano dal tronco celiaco dell'aorta addominale, in prossimità dello iato aortico. L'arteria ruminale destra corre lungo il solco ruminale destro e si divide in rami dorsali e ventrali che irrorano i sacchi cechi caudali. I rami dell'arteria ruminale sinistra irrorano la metà sinistra craniale.
Le vene seguono un decorso parallelo alle arterie corrispondenti e tutte confluiscono nella vena splenica che a sua volta confluisce nella vena porta. La linfa ruminale viene drenata da numerosi linfocentri, che sono, più o meno, interconnessi tra loro. Quelli strettamente collocati nella regione del rumine sono:
- i linfonodi ruminali: ricevono afferenze dai linfonodi degli altri prestomaci
  - gruppo di destra: seguono l'arteria ruminale destra e sono associati ai linfonodi accessori di destra, a livello della parte craniale del sacco ruminale
  - gruppo di sinistra: occupano il solco longitudinale sinistro e seguono il decorso l'arteria ruminale sinistra
  - gruppo craniale: sono posti nel solco craniale del rumine
- i linfonodi ruminoabomasali: accolti tra l'abomaso e il sacco ventrale del rumine, inviano efferenze ai linfonodi reticoloabomasali e reticolari

I movimenti del rumine sono regolati in modo appropriato da una combinazione di meccanismi centrali e locali. Quasi tutta l'innervazione proviene, dal tronco vagale dorsale e dal ganglio celiaco-mesenterico, che nel loro decorso seguono l'andamento dei vasi. Le terminazioni entrano nella costituzione dei plessi mioenterico e sottomucoso.

## Struttura
La superficie interna del rumine presenta due rilievi (craniale e caudale) corrispondenti alla depressione longitudinale esterna che prendono il nome di pilastri la cui contrazione contribuisce al miscelamento del contenuto del rumine. Quasi tutta la superficie interna del rumine, ad eccezione dei pilastri, è ricoperta da papille che possono raggiungere 1,5 cm in lunghezza.
Le papille variano in dimensione sia in base alla specie che alla loro posizione all’interno del rumine, passando da piccole strutture coniche a grandi papille appiattite a forma di foglia. La distribuzione delle papille non è uniforme: nella maggior parte dei ruminanti, le pareti dei sacchi dorsale e ventrale del rumine sono le più densamente ricoperte di papille e presentano anche le papille di dimensioni maggiori. Le papille risultano più lunghe negli animali he hanno diete ricche di fibre e più corte in quelli con diete ricche di concentrati. Addirittura le diete ad elevato contenuto di fibre possono determinare una forma a lingua a o a foglia delle papille.

### Istologia
Dal punto di vista istologico, la parete del rumine è composta, dall’interno verso l’esterno, da:
- tunica mucosa
- lamina propria
- tunica sottomucosa
- tunica muscolare
- tunica sierosa

La tunica mucosa, non ghiandolare, è la parte più interna del rumine e presenta un epitelio squamoso stratificato superficiale formato da quattro strati cellulari (dal basso verso l’alto):
- lo strato basale
- lo strato spinoso
- lo strato granuloso
- lo strato corneo

Le cellule in questi strati differiscono per morfologia e funzione. Le cellule dello strato basale sono colonnari e svolgono ruoli nell’assorbimento dei nutrienti, chetogenesi, metabolismo energetico e secrezione di immunoglobuline. Le cellule degli strati spinoso e granuloso sono multistratificate e presentano giunzioni strette, giunzioni aderenti e desmosomi, che garantiscono adesione cellulare, resistenza allo stress meccanico e integrità strutturale.
Né lo strato corneo né lo strato basale esprimono proteine giunzionali, quindi non hanno funzione di barriera. Le cellule dello strato granuloso sono disposte perpendicolarmente rispetto a quelle dello strato spinoso. Le cellule dello strato corneo, il più esterno, sono altamente cheratinizzate, prive di nucleo, e fungono da barriera fisica protettiva contro alimenti ruvidi e composti potenzialmente tossici.
Si ritiene che le cellule cheratinizzate dello strato corneo derivino da quelle dello strato granuloso. Durante questa transizione, le cellule granulari perdono gli organelli (nucleo, ribosomi, mitocondri, apparato di Golgi) e non possono più proliferare. Tutti i filamenti cellulari, insieme a cheratoialina e complessi proteici del reticolo endoplasmatico, si spostano verso la periferia cellulare, formando una cellula cornea appiattita con contenuto condensato. Questa cellula è avvolta da una membrana plasmatica ispessita, e durante la trasformazione solo i filamenti epiteliali cheratinizzanti vengono mantenuti, convertendosi in uno strato corneo coeso e protettivo.
La lamina propria si fonde con la sottomucosa e ha il compito di sostenere, nutrire e proteggere lo strato mucoso. Questa fusione si estende anche all’interno delle papille ruminali. Gli strati fusi di lamina propria e sottomucosa si trovano sotto la mucosa e contengono vasi sanguigni, nervi e vasi linfatici, fornendo supporto strutturale, facilitando la distribuzione di nutrienti e ossigeno, e regolando le funzioni fisiologiche e immunitarie.
La tunica muscolare è composta da strati muscolari lisci longitudinali e circolari, responsabili del movimento e della contrazione del rumine, favorendo una miscelazione efficace e la fermentazione del cibo.
Recentemente sono state identificate i telociti come nuovo componente strutturale all’interno e tra i muscoli lisci longitudinali e circolari del rumine. I telociti sostengono lo strato muscolare e facilitano la comunicazione intercellulare, sia direttamente che indirettamente, attraverso la loro rete.
Lo strato più esterno del rumine è la tunica sierosa, un sottile strato di tessuto liscio che ha la funzione di minimizzare l’attrito tra il rumine e gli organi circostanti.

## Derivazione embriologica
Durante lo sviluppo gastrointestinale del bovino, che inizia intorno al 29º giorno di gestazione, la regione caudale dell’esofago subisce un ingrossamento, portando alla formazione dei compartimenti definitivi dello stomaco. Tuttavia, persistono dibattiti sull’origine precisa di questi compartimenti, anche se le evidenze attuali suggeriscono che si sviluppino da un primordio fusiforme.
Entro la sesta settimana di gestazione, il rumine subisce una notevole espansione e migra verso la regione cefalica sinistra, accompagnato dalla formazione di sacchi ciechi e di un vestibolo spiraliforme, che rappresenta la porzione caudale più stretta del rumine. Intorno al 58º giorno di gestazione, i sacchi ciechi dorsale e ventrale si espandono, formando piccole evaginazioni del rumine principale, che in seguito assumono la loro posizione caudale definitiva, separate dal solco caudale.
Durante questo periodo prenatale, la parte caudale del vestibolo si sviluppa nell’atrium ventriculi, mentre la regione craniale si fonde con il sacco dorsale del rumine negli animali adulti. Alla fine del primo trimestre di gestazione, il rumine e il reticolo occupano lo spazio compreso tra la settima vertebra toracica e la quarta vertebra lombare. Tra il terzo trimestre e la nascita, si estendono progressivamente fino a occupare la cavità addominale tra la nona vertebra toracica e la terza vertebra lombare.
Durante questo periodo si osserva anche un aumento della proliferazione e della differenziazione cellulare all'interno dell'epitelio del rumine, che porta a un notevole incremento degli strati cellulari. Alla fine della gravidanza, le papille coniche completamente sviluppate, sebbene ancora fuse con l’epitelio, sono visibili. A questo punto, l’epitelio del rumine è già composto da quattro strati cellulari.
Nei ruminanti immaturi, il rumine non è sviluppato e il loro tratto digerente funziona più come quello degli animali monogastrici. L’epitelio del rumine di un vitello neonato è privo di cheratinizzazione e attività chetogenica, e il rumine stesso non possiede ancora una comunità microbica stabilita.
Il rumine cresce considerevolmente in massa e dimensioni dopo lo svezzamento. Lo sviluppo postnatale del rumine bovino può essere suddiviso in tre fasi:
- fase pre-ruminante, copre le prime due o tre settimane in cui il vitello si nutre esclusivamente di latte o sostituti del latte;
- fase di transizione, inizia quando il vitello comincia a ingerire alimenti solidi fino allo svezzamento;
- fase ruminante, si verifica dopo lo svezzamento, quando il rumine raggiunge la piena maturazione e il vitello utilizza gli acidi grassi volatili (VFAs), principali prodotti della fermentazione, come fonte primaria di energia

Lo sviluppo del rumine dalla fase pre-ruminante alla fase ruminante è controllato da una complessa interazione di fattori e mediatori. Questi includono alimentazione solida, microrganismi, acidi grassi volatili (VFAs), ormoni e geni. Lo sviluppo strutturale e funzionale del rumine è strettamente legato a modifiche nell’espressione genica. Diversi fattori di trascrizione (es. OTX1, SOX21, HOXC8, SOX2, TP63, PPARG) e elementi non codificanti conservati specifici dei ruminanti (RSCNEs) regolano l’identità del rumine rispetto all’esofago, agendo come enhancer o silencer.
Geni come CCNB1, IGF1, HMGCL, BDH1, ACAT1 sono coinvolti nella proliferazione cellulare e nel metabolismo degli acidi grassi, con espressione più alta nel rumine adulto. I geni IGFBP2, IGFBP3, IGFBP6 sono più espressi nei vitelli allattati e correlano negativamente con la crescita delle papille ruminali.
Geni come CLDN1, CLDN4, CLDN7, occludin, tricellulin e MarvelD3 mantengono l’integrità della barriera epiteliale. Altri geni (DMRT2, KRT14, COL7A1) contribuiscono alla formazione delle giunzioni cellulari. Geni come TNF, CXCL8, NFKBIA, MUC1 e BPIFA1 attivano le difese immunitarie del rumine, proteggendo l’epitelio da agenti patogeni e stress ambientali.

## Funzione

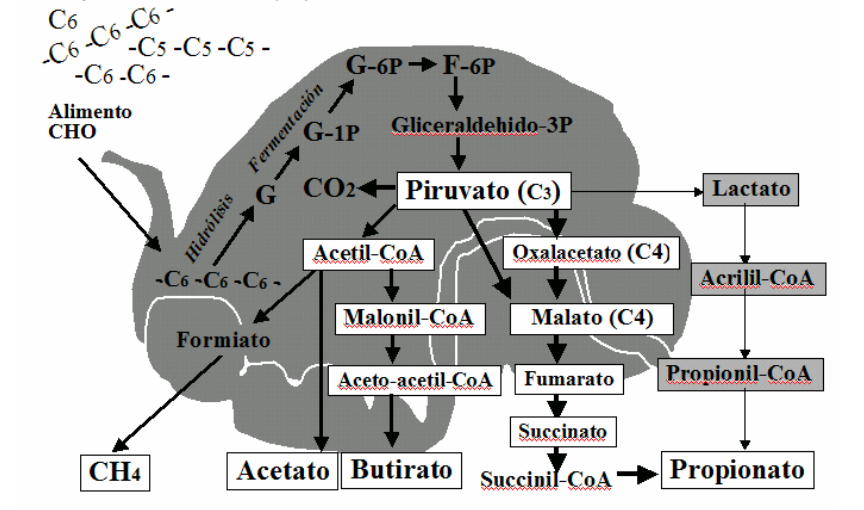
Metabolismo degli acidi grassi volatili nel rumine

Il rumine funziona come camera di fermentazione. Esso risulta infatti popolato da batteri e protozoi anaerobi  e anaerobi facoltativi che degradano la cellulosa, l'amido e la pectina in nutrienti utilizzabili dall'animale.
Il materiale alimentare scende nel rumine e nel reticolo dove si ammorbidisce con l'aggiunta di acqua, trasformandosi in una polpa che viene impastata dall'azione muscolare e fermentata dai batteri. Gli animali possono rigurgitare il cibo e masticarlo nuovamente per ridurre la dimensione delle particelle vegetali rendendole più accessibili ai batteri.
La massa così ottenuta viene nuovamente ingoiata entrando una seconda volta nel rumine. Il materiale più fine si sposta nel reticolo e mediante contrazioni viene spinto nell'omaso dove viene ulteriormente digerito e finalmente spinto nell'abomaso. Il processo digestivo svolto dai microrganismi presenti nel rumine produce acidi grassi che vengono rapidamente assorbiti nel circolo sanguigno attraverso la parete del rumine fornendo all'animale una risorsa maggiore di energia alimentare.

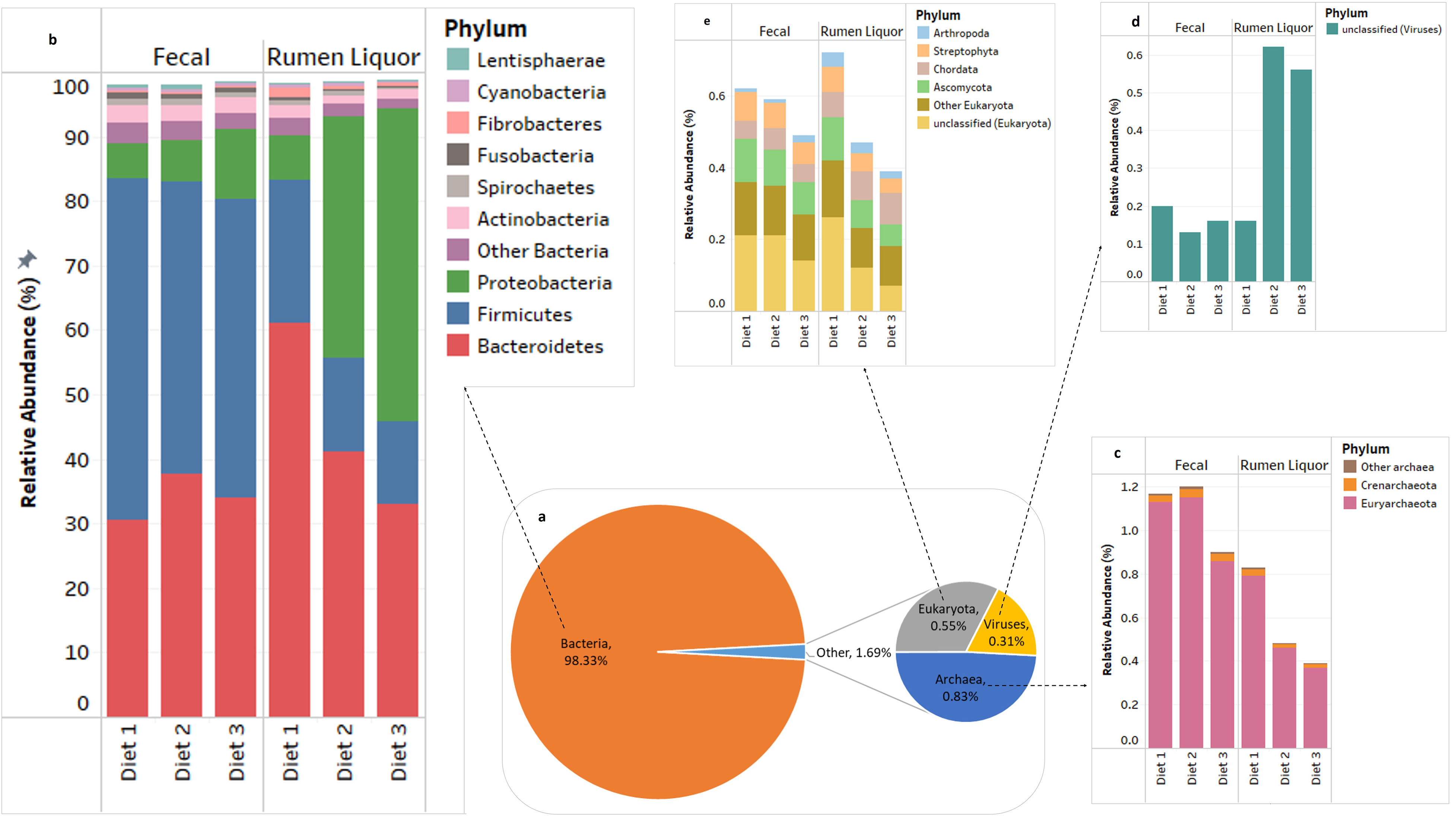
Microbioma del rumine

Parte del materiale nel rumine viene convertito in metano che viene espulso dal corpo e in parte viene convertito in composti che vengono utilizzati direttamente. I batteri presenti nel rumine sono ad esempio in grado di sintetizzare sostanze come la vitamina B e certi amminoacidi a partire dai composti azotati.
La microflora ruminale è generalmente ricca di batteri cellulotici Gram-negativi per la digestione del fieno, me è composta anche da batteri amilolitici, pectinolitici, lipolitici, proteolitici, zucchero-fermentanti, ecc. I protozoi contribuiscono all'attività catabolica in simbiosi con gli altri batteri.
Nel rumine vengono prodotte grandi quantità di acidi volatili, principalmente acido acetico e acido propionico, che vengono utilizzati nelle ghiandole mammarie per la lattazione. Il rumine, insieme al reticolo, svolge anche una funzione detossificante ed è in grado di produrre sostanze tossiche. Ad esempio, nel rumine il nitrato viene convertito in nitrito in grado di ossidare il ferro contenuto nel gruppo eme della molecola di emoglobina allo stato Fe3+ convertendola in metaemoglobina che ha una bassa affinità per l'ossigeno.

## Patologia
La mucosa del rumine può infiammarsi quando il contenuto del rumine ha un pH acido o si crea un ambiente anomalo che favorisce la crescita di funghi e batteri. Le problematiche legate alla motilità e agli squilibri della flora batterica sono le anomalie più frequenti della funzionalità del rumine. Spesso cambiamenti nella flora batterica sono esacerbati da un cambiamento nella tipologia di cibo ingerito promuovendo la crescita di particolari organismi che provocano un incremento nella produzione di gas con conseguente dilatazione del rumine.
Lesioni al rumine sono presenti ne:
- bovini affetti da afta epizootica
- bovini affetti da stomatite populare bovina
- bovini affetti da febbre catarrale maligna
- occasionalmente, pecore e capre affette da ectima contagioso
- ovini infetti da Herpesvirus ovino 2

L'infiammazione del rumine, detta anche ruminite, è generalmente considerata sinonimo di acidosi da acido lattico che a sua volta è sinonimo di sovraccarico del rumine. Tutti i ruminanti ne sono sensibili. Un rapido cambiamento verso un cibo facilmente fermentabile, ricco di carboidrati, promuove la crescita di batteri Gram-positivi (es. S. bovis, Lactobacillus ssp., Asperigillus ssp.) che possono essere trasportati al fegato attraverso il circolo portale provocando ascessi multipli.
Gli animali con una dieta che contiene meno del 10% di fibra possono sviluppare una paracheratosi ruminale. Negli animali affetti da questa condizione le papille risultano dure, marroni e spesso raggruppate. Esistono poi i cosiddetti papillomi ruminali, particolari neoplasie che in alcuni casi sono indotte da batteri, ma in alcuni Paesi sono causati dalla felce aquilina.
La distensione del rumine e la dismotilità, più comunemente ipomotilità, sono i sintomi clinici più comuni di varie patologie del rumine (es. indigestione vagale). Il rumine può essere soggetto a infestazioni da:
- H. contortus
- G. monnigi (pecore e capre)
- G. pulchrum (pecore, capre, bovini, zebù, bufali, cervi, cammelli)
- Paramphistomum ssp.
  - P. cervi (bovini, pecore, capre, cervi, bufali, antilopi)
  - P. microbothrium (bovini, pecore, capre, cervi, bufali, antilopi)
  - P. ichikawa (pecore e bovini)
  - P. bothriophoron (zebù)
  - P. streptocoelium (pecore, capre, bovini e rumnanti selvatici)
  - C. daubneyi (bovine e capre)
  - C. cotylophorum (pecore, capre, bovini e rumnanti selvatici)
  - C. calicophorum (bovini, pecore e altri ruminanti)
- Gastrothylacidae ssp
  - G. crumenifer (bovini, bufali, zebù, pecore e altri ruminanti)
  - F. elongatus (bovini, bufali, zebù, pecore e altri ruminanti)
  - F. cobboldi (bovini, bufali, zebù, pecore e altri ruminanti)
  - C. spatiosus (bovini, zebù antilopi)
  - C. gregarius (bovini, bufali)
- E. bovis (bovini)
- T. ovis (pecore)
- M. ruminantium (bovine e pecore)
- M. capree (capre)

Bovini e ovicaprini sono soggetti a stomatite vescicolare che può essere causata da specie di Vesiculovirus.

## Nota
1. 1 2 3 4 5   Sac Gaetano Salamone, TRATTATO TEORICO PRATICO DEGLI ANIMALI DOMESTICI, Lampi di stampa, 8 febbraio 2021, ISBN 978-88-488-2185-8. URL consultato il 6 agosto 2025.
2. 1 2 3 4 5 6 7 8 9 10  (EN) James F. Zachary e Donald McGavin, Patologia veterinaria sistematica, Elsevier srl, 1º ottobre 2015, ISBN 978-88-214-3273-6. URL consultato il 6 agosto 2025.
3. 1 2   Paul W. Prat, Principi e Pratica Di Tecnologia Veterinaria, Antonio Delfino Editore, 5 maggio 2001, ISBN 978-88-7287-640-4. URL consultato il 6 agosto 2025.
4. 1 2 3 4 5 6 7 8 9   Pelagalli e Botte, Anatomia veterinaria sistematica e comparata, I e II, Edi-ermes.
5. 1 2 3 4   Giovanvettorio Soderini, Alberto Bacchi della Lega e Alberto Bacchi della Lega, Il tratto degli animali domestici, inedito / a cura di Alberto Bacchi della Lega, R. dall'Acqua, 1907, 1907. URL consultato il 7 agosto 2025.
6. ↑  (EN) R. Kay, Rumen function and physiology, in Veterinary Record, vol. 113, n. 1, 2 luglio 1983,  pp. 6–9, DOI:10.1136/vr.113.1.6. URL consultato il 7 agosto 2025.
7. ↑  (EN) Emma Marchionatti, Case 19.1 - Traumatic Reticuloperitonitis, Academic Press, 1º gennaio 2022,  pp. 1056–1062, DOI:10.1016/b978-0-323-91015-6.00093-5, ISBN 978-0-323-91015-6. URL consultato il 7 agosto 2025.
8. 1 2   C. G. Harfoot, ANATOMY, PHYSIOLOGY AND MICROBIOLOGY OF THE RUMINANT DIGESTIVE TRACT, Pergamon, 1º gennaio 1981,  pp. 1–19, DOI:10.1016/b978-0-08-023789-3.50005-2, ISBN 978-0-08-023789-3. URL consultato il 7 agosto 2025.
9. 1 2 3 4 5 6 7 8 9 10  (EN) Ransom L. Baldwin e Erin E. Connor, Rumen Function and Development, in Veterinary Clinics of North America: Food Animal Practice, vol. 33, n. 3, 1º novembre 2017,  pp. 427–439, DOI:10.1016/j.cvfa.2017.06.001. URL consultato il 7 agosto 2025.
10. ↑  (EN) Marjorie J. Dobson, W. C. B. Brown e A. Dobson, A Histological Study of the Organization of the Rumen Epithelium of Sheep, in Quarterly Journal of Experimental Physiology and Cognate Medical Sciences, vol. 41, n. 3, 1956,  pp. 247–253, DOI:10.1113/expphysiol.1956.sp001186. URL consultato il 7 agosto 2025.
11. ↑  (EN) Shanshan Kong, Yanhui H. Zhang e Weiqiang Zhang, Regulation of Intestinal Epithelial Cells Properties and Functions by Amino Acids, in BioMed Research International, vol. 2018, n. 1, 2018,  pp. 2819154, DOI:10.1155/2018/2819154. URL consultato il 7 agosto 2025.
12. 1 2 3  (EN) R. L., VI Baldwin e B. W. Jesse, Technical note: isolation and characterization of sheep ruminal epithelial cells, in Journal of Animal Science, vol. 69, n. 9, 1º settembre 1991,  pp. 3603–3609, DOI:10.2527/1991.6993603x. URL consultato il 7 agosto 2025.
13. ↑  (EN) Michael A. Steele, Greg B. Penner e Frédérique Chaucheyras-Durand, Development and physiology of the rumen and the lower gut: Targets for improving gut health1, in Journal of Dairy Science, vol. 99, n. 6, 1º giugno 2016,  pp. 4955–4966, DOI:10.3168/jds.2015-10351. URL consultato il 7 agosto 2025.
14. ↑  (EN) C. Graham e N. L. Simmons, Functional organization of the bovine rumen epithelium, in American Journal of Physiology-Regulatory, Integrative and Comparative Physiology, vol. 288, n. 1, 2005-01,  pp. R173–R181, DOI:10.1152/ajpregu.00425.2004. URL consultato il 7 agosto 2025.
15. 1 2  (EN) J. K. van Niekerk, M. Middeldorp e L. L. Guan, Preweaning to postweaning rumen papillae structural growth, ruminal fermentation characteristics, and acute-phase proteins in calves, in Journal of Dairy Science, vol. 104, n. 3, 1º marzo 2021,  pp. 3632–3645, DOI:10.3168/jds.2020-19003. URL consultato il 7 agosto 2025.
16. ↑  (EN) Robert M. Lavker e A. Gedeon Matoltsy, FORMATION OF HORNY CELLS : The Fate of Cell Organelles and Differentiation Products in Ruminal Epithelium, in Journal of Cell Biology, vol. 44, n. 3, 1º marzo 1970,  pp. 501–512, DOI:10.1083/jcb.44.3.501. URL consultato il 7 agosto 2025.
17. 1 2 3  (EN) Reece W.O., Functional Anatomy and Physiology of Domestic Animals, 4th, Hoboken, NJ, USA, Wiley-Blackwell, 2009.
18. ↑  (EN) Yu Liang, Siyi Wang e Tianci An, Telocytes as a Novel Structural Component in the Muscle Layers of the Goat Rumen, in Cell Transplantation, vol. 28, n. 7, 1º luglio 2019,  pp. 955–966, DOI:10.1177/0963689719842514. URL consultato il 7 agosto 2025.
19. 1 2  (EN) Christina Alexandra Kalenberg e Michael Hubert Stoffel, The embryonic development of the bovine stomach revisited, in Anatomia, Histologia, Embryologia, vol. 49, n. 2, 2020,  pp. 270–280, DOI:10.1111/ahe.12525. URL consultato il 7 agosto 2025.
20. 1 2 3 4 5  (EN) Eldon D. Warner, The Organogenesis and early histogenesis of the bovine stomach, in American Journal of Anatomy, vol. 102, n. 1, 1958,  pp. 33–63, DOI:10.1002/aja.1001020103. URL consultato il 7 agosto 2025.
21. ↑  (EN) S. Al Masri, R. Reincke e H. Huenigen, Computed tomography study of the fetal development of the dairy cow stomach complex, in Journal of Dairy Science, vol. 101, n. 2, 1º febbraio 2018,  pp. 1719–1729, DOI:10.3168/jds.2017-13508. URL consultato il 7 agosto 2025.
22. 1 2  (EN) J. L. Arias, R. Cabrera e A. Valencia, Observations on the Histological Development of the Bovine Rumen Papillae Morphological Changes Due to Age1,2, in Anatomia, Histologia, Embryologia, vol. 7, n. 2, 1978,  pp. 140–151, DOI:10.1111/j.1439-0264.1978.tb00664.x. URL consultato il 7 agosto 2025.
23. ↑  (EN) Angela García, Javier Masot e Antonio Franco, Histomorphometric and Immunohistochemical Study of the Goat Rumen During Prenatal Development, in The Anatomical Record, vol. 295, n. 5, 2012,  pp. 776–785, DOI:10.1002/ar.22431. URL consultato il 7 agosto 2025.
24. ↑  (EN) O. T. Stallcup, D. L. Kreider e J. M. Rakes, Histological development and histochemical localization of enzymes in rumen and reticulum in bovine fetuses, in Journal of Animal Science, vol. 68, n. 6, 1º giugno 1990,  pp. 1773–1789, DOI:10.2527/1990.6861773x. URL consultato il 7 agosto 2025.
25. 1 2   T. J. Evans e S. B. Hooser, 10.16 - Comparative Gastrointestinal Toxicity, Elsevier, 1º gennaio 2010,  pp. 195–206, DOI:10.1016/b978-0-08-046884-6.00848-4, ISBN 978-0-08-046884-6. URL consultato il 7 agosto 2025.
26. ↑   James K. Drackley, Calf Nutrition from Birth to Breeding, in Veterinary Clinics of North America: Food Animal Practice, vol. 24, n. 1, 1º marzo 2008,  pp. 55–86, DOI:10.1016/j.cvfa.2008.01.001. URL consultato il 7 agosto 2025.
27. 1 2 3  (EN) Binod Pokhrel e Honglin Jiang, Postnatal Growth and Development of the Rumen: Integrating Physiological and Molecular Insights, in Biology, vol. 13, n. 4, 18 aprile 2024,  pp. 269, DOI:10.3390/biology13040269. URL consultato il 7 agosto 2025.
28. 1 2 3 4   Thomas M. Smith e Robert L. Smith, Elementi di ecologia, Pearson, 2007, ISBN 978-88-7192-350-5. URL consultato il 6 agosto 2025.
29. 1 2 3   Giorgio Poli, Piera Anna Martino e Sergio Rosati, Microbiologia e immunologia veterinaria, Edra, 7 settembre 2017, ISBN 978-88-214-4228-5. URL consultato il 7 agosto 2025.
30. ↑   Charles Alais, Scienza del latte, Tecniche Nuove, 2000, ISBN 978-88-481-1041-9. URL consultato il 7 agosto 2025.
31. 1 2   James F. Zachary, Patologia generale veterinaria, Edra, 2 agosto 2018, ISBN 978-88-214-4772-3. URL consultato il 7 agosto 2025.
32. ↑  (EN) Derek Foster, Disorders of Rumen Distension and Dysmotility, in Veterinary Clinics of North America: Food Animal Practice, vol. 33, n. 3, 1º novembre 2017,  pp. 499–512, DOI:10.1016/j.cvfa.2017.06.006. URL consultato il 7 agosto 2025.
33. ↑   M. A. Taylor, R. L. Coop e R. L. Wall, Parassitologia e malattie parassitarie degli animali, Edra, 15 febbraio 2022, ISBN 978-88-214-5405-9. URL consultato il 6 agosto 2025.

### Embriologia
1. T. F. Fletcher, A. F. Weber; Veterinary Developmental Anatomy 2004 (veterinary embryology class notes)
2. Sjaastad, Hove, Sand; Physiology of Domestic Animals; Scandinavian Veterinary Press
3. D. M. Noden, A. De Lahunta; Embriologia degli animali domestici; Edi-Ermes

### Anatomia
1. R. Nickel, A. Schummer, E. Seiferle; Trattato di anatomia degli animali domestici; Vol. II; Casa editrice ambrosiana
2. Robert Barone; Anatomia dei mammiferi domestici; Vol. III; Edagricole
3. Pelagalli, Botte; Anatomia veterinaria sistematica e comparata; Vol. Ie II; Edi-ermes
4. W. J. Banks; Istologia e Anatomia Microscopica Veterinaria; Piccin

### Fisiologia
1. Sjaastad, Hove, Sand; Physiology of Domestic Animals; Scandinavian Veterinary Press
2. Aguggini, Beghelli et al. "Fisiologia degli animali domestici con elementi di etologia"; UTET